# Ceraeochrysa caucana
Ceraeochrysa caucana is een insect uit de familie van de gaasvliegen (Chrysopidae), die tot de orde netvleugeligen (Neuroptera) behoort. 
Ceraeochrysa caucana is voor het eerst wetenschappelijk beschreven door Banks in 1910.